# Detroit (rijeka)
Detroit je rijeka koji povezuje jezera St. Clair s jezerom Erie. Duha je 51 km i dio je međunarodne granice između SAD-a i Kanade, tj. između grada Detroita u američkoj saveznoj državi Michigan i grada Windsor, u kanadskoj pokrajini Ontario. 
Pritoke rijeke Detroit su Ecorse, River Rouge, Little, Canard.